# Richard Bellingham
Richard Bellingham (* 1591 oder 1592 in Boston, Lincolnshire, England; † 7. Dezember 1672 in Boston, Massachusetts Bay Colony, Neuengland) war ein englischer Rechtsanwalt, der 1634 nach Amerika auswanderte und mehrfach als Gouverneur der Massachusetts Bay Colony tätig war.

## Leben
Bellingham stammte aus einer vermögenden Familie und erhielt eine Ausbildung in Rechtswissenschaften. Er arbeitete zunächst als Rechtsanwalt und diente als „Recorder of the borough“ in der englischen Stadt Boston und war 1628 unter Charles I. Mitglied des Parlaments. Er emigrierte 1634 gemeinsam mit seiner Frau Elizabeth und seinem Sohn Samuel nach Massachusetts. Im selben Jahr trat das Ehepaar der First Church in Boston bei. 1635 wurde er zum Abgeordneten und 1641 Gouverneur der Kolonie gewählt. Er wurde mehrmals wiedergewählt und bekleidete insgesamt 10 Jahre, u. a. während der Zeit der Stuart-Restauration in England von 1666 bis zu seinem Tod ununterbrochen das Amt. 1641 schloss er eine zweite Ehe. Er gilt als einer der Väter der Massachusetts Body of Liberties, einem Dokument, das als wegweisend für die amerikanische Bill of Rights gilt.

## Familie
Bellingham war der Sohn von William Bellingham und dessen Frau Frances (geborene Amcotts). Er war zweimal verheiratet:
- Elizabeth (geborene Backhouse), mit der er einen Sohn Samuel Bellingham und zwei weitere Kinder hatte.
- 1641 mit Penelope (geborene Pelham, † 28. Mai 1702), mit der er zwei Söhne und zwei Töchter hatte.

Anne Hibbins, eine Schwester Bellinghams, wurde am 19. Juni 1656 als Hexe verurteilt und hingerichtet.